# Чедомиљ Митровић
Чедомиљ Митровић (1870 — 1934) био је декан Правног факултета и ректор Универзитета у Београду.

## Живот
Чедомиљ Митровић је рођен у Чачку. Завршио је богословију у Београду, а потом и студије духовне академије у Русији. По повратку из Русије, био је постављен на место наставника богословије, с тим да је морао ту дужност вршити у Крагујевачкој гимназији. Убрзо је ушао у сукоб са министром просвете и црквених дела, па га отпуштају из службе. Прво одлази у Беч, а потом у Тибинген где је завршио студије на Правном факултету, а 1898. је одбранио докторску дисертацију на тему Номоканони словенске источне цркве или књига Крмчија на Немачком. По повратку у земљу, изабран је за доцента Велике школе. Године 1898. је одржао познато и запажено предавање О законодавним границама између цркве и државе.
У архиву Србије је сачуван Наставни план и програм црквеног права 1899/1900. године, према коме је он држао предавања. Био је декан Правног факултета (1920 — 1921; 1923 — 1926) и ректор Универзитета у Београду (1927 — 1930). Никада није примио свештенички чин. Предавао је црквено право у београдској богословији, за чије потребе је и написао Црквено право, које је доживело три издања: Београд, 1913; Београд,1921. и Београд, 1929. По тој књизи је црквено право предавано на Правном факултету у Београду. Чедомиљ Митровић је био у шесточланој комисији за оснивање Богословског факултета.

## Најпознатија дела и радови
- Енциклопедија права и Римско право.
- Из црквеног и брачног права - Расправе и чланци, Београд, 1909.
- Бракоразводни суд по страном законодавству, Београд, 1909.
- Суложништво, Београд, 1911.
- О браку и узроцима његове кризе, Београд , 1922.
- Суд за брачне спорове у Србији (Од ослобођења до издања Грађанског законика), Београд, 1929.